# Srimushnam
Srimushnam là một thị xã panchayat của quận Cuddalore thuộc bang Tamil Nadu, Ấn Độ.

## Địa lý
Srimushnam có vị trí 11°24′B 79°25′Đ / 11,4°B 79,42°Đ Nó có độ cao trung bình là 39 mét (127 feet).

## Nhân khẩu
Theo điều tra dân số năm 2001 của Ấn Độ, Srimushnam có dân số 12.000 người. Phái nam chiếm 50% tổng số dân và phái nữ chiếm 50%. Srimushnam có tỷ lệ 61% biết đọc biết viết, cao hơn tỷ lệ trung bình toàn quốc là 59,5%: tỷ lệ cho phái nam là 70%, và tỷ lệ cho phái nữ là 51%. Tại Srimushnam, 13% dân số nhỏ hơn 6 tuổi.